# Crêuza de mä

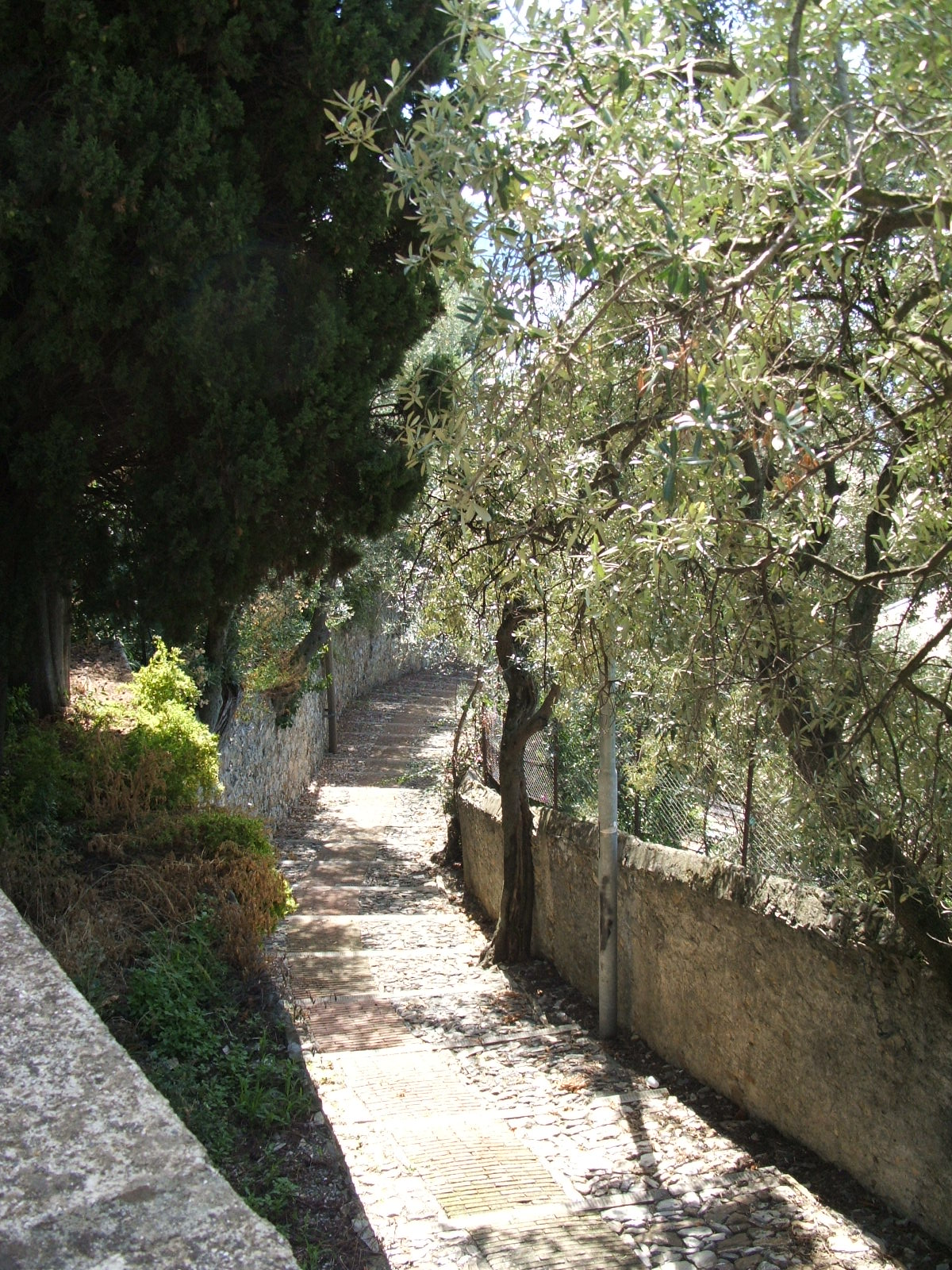
Eine Crêuza in Sant’Ilario, einem Stadtviertel Genuas.

Crêuza de mä [ˈkɾøːza de ˈmaː] ist ein 1984 von dem italienischen Cantautore Fabrizio De André aufgenommenes Studio-Album. Sämtliche Lieder sind in der ligurischen Mundart von De Andrés Heimatstadt Genua gesungen. Crêuza de mä ist die Bezeichnung für die zum Meer führenden gewundenen und von Natursteinmauern gesäumten Wege in Ligurien.
Mit dieser LP wandte sich De André ausgehend vom Liedermacher-Sound der 1970er Jahre der damals aufkommenden World Music zu. Während die Texte komplett aus der Feder von De André sind, ist die Musik zu größeren Teil von Mauro Pagani (Ex-Sänger der Progressive-Rock-Band Premiata Forneria Marconi und Multiinstrumentalist) komponiert.
Die Texte kreisen um das frühere Hafenmilieu von Genua und erzählen von Seeleuten, Prostituierten und Gestrandeten. Es werden aber auch historische Begebenheiten aus verschiedenen Winkeln des Mittelmeerraums aufgegriffen, wie etwa die Geschichte des genuesischen Freibeuters Scipione Cicala, der erst in spanischen Diensten stand und dann nach Gefangennahme durch die Türken als Cigalazade Yusuf Sinan Pascha Karriere auf osmanischer Seite machte, oder das Schicksal der libanesischen Hafenstadt Sidon im Libanonkrieg 1982.
Auch musikalisch fließen auf diesem Album Traditionen aus dem ganzen Mittelmeerraum zusammen. So werden auch typische mediterrane Instrumente verwendet wie die süditalienische Mandoline, die griechische Bouzouki und die arabische Oud.
Zum zwanzigsten Jahrestag des Albums wurde von Mauro Pagani unter dem Namen 2004 Crêuza de mä eine neue Version veröffentlicht. In diesem Album wird das Lied Sidún auch auf Hebräisch und Arabisch gesungen. Neue Lieder sind Al fajr (Morgendämmerung), Quantas sabedes und Nuette (von Alkman inspiriert). Mégu megún stammt aus dem Album Le Nuvole.

## Titelliste
1. Crêuza de mä – 6:16
2. Jamin-a – 4:52
3. Sidún – 6:25
4. Sinàn Capudàn Pascià – 5:32
5. Â pittima – 3:43
6. Â duménega – 3:40
7. D’ä mê riva – 3:04

## Musiker
- Fabrizio De André – Gesang, Gitarre in D'ä mê riva
- Aldo Banfi – Synthesizer
- François Bedel – Zarb/Tombak, Perkussion
- Walter Calloni – Schlagzeug
- Edo Martin – Synthesizer
- Mauro Pagani – Oud, Saz, Bouzouki, Mandola, Mandoline, Violine, Viola, Synthesizer, Flöte, Gesang
- Maurizio Preti – Perkussion
- Massimo Spinosa – Bass
- Mario Arcari – Shanai in Jamin-a
- Dino D'Autorio – Bass in Sinàn Capudàn Pascià
- Franco Mussida – klassische Gitarre, elektrische Mandoline in Â duménega
- Theodoros Kekes – Gaida in Creuza de mä